# Pimpinella pimpinellisimulacrum
Pimpinella pimpinellisimulacrum là một loài thực vật có hoa trong họ Hoa tán. Loài này được (Farille & Malla) Farille miêu tả khoa học đầu tiên năm 1985.